# ATP Challenger Cancún-2
Das ATP Challenger Cancún-2 (offizieller Name: Europcar Cancún Country Open) ist ein seit 2025 stattfindendes Tennisturnier in Cancún, Mexiko. Es ist Teil der ATP Challenger Tour und wird im Freien auf Hartplatz ausgetragen.

## Liste der Sieger

### Einzel
| Jahr | Sieger          | Finalgegner            | Ergebnis      |
| ---- | --------------- | ---------------------- | ------------- |
| 2025 | Dalibor Svrčina | Thiago Agustín Tirante | 6:4, 5:7, 6:4 |

### Doppel
| Jahr | Sieger                              | Finalgegner                 | Ergebnis  |
| ---- | ----------------------------------- | --------------------------- | --------- |
| 2025 | Santiago González Jean-Julien Rojer | Manuel Guinard Rafael Matos | 7:62, 7:5 |